# Janduís
Janduís là một đô thị thuộc bang Rio Grande do Norte, Brasil. Đô thị này có diện tích 304,899 km², dân số năm 2007 là 5597 người, mật độ 17,4 người/km².